# Pavot des Alpes
Pour les articles homonymes, voir Pavot (plante) et Pavot (homonymie).
Papaver alpinum
Espèce
Classification APG III (2009)
Le pavot des Alpes (Papaver alpinum) est une espèce de plantes à fleurs de la famille des Papavéracées. C'est une plante herbacée alpine d'Europe.
Ses fleurs ont quatre pétales, de couleur jaune or ou blanche. La floraison a lieu de juin à août.
Papaver alpinum L. s.l. est une espèce alpine d'Europe moyenne, qu'on rencontre de l'Espagne à la Bulgarie. Elle comporte plusieurs sous-espèces souvent élevées au rang d'espèce :
- subsp. alpinum (Papaver burseri Crantz), le pavot de Burser à fleurs blanches, qu'on rencontre dans les Alpes centrales et orientales ;
- subsp. kerneri (Hayek) Fedde (Papaver kerneri Hayek), le pavot de Kerner à fleurs jaunes, qu'on rencontre dans les Alpes orientales ;
- subsp. rhaeticum (Leresche) Nyman (Papaver rhaeticum Leresche, Papaver aurantiacum Loisel.), le pavot doré, pavot orangé ou coquelicot d'or : espèce rencontrée dans les Alpes françaises, notamment dans les massifs du Vercors, du Dévoluy et du Ventoux, les Alpes orientales depuis les Grisons, et les Pyrénées orientales. Les fleurs sont jaunes ou orangées, rarement rouges ou blanches ;
- subsp. sendtneri (A. Kern. ex Hayek) Schinz & R. Keller (Papaver sendtneri A. Kern. ex Hayek), le pavot de Sendtner à fleurs blanches, qu'on rencontre dans les Alpes centrales et orientales.

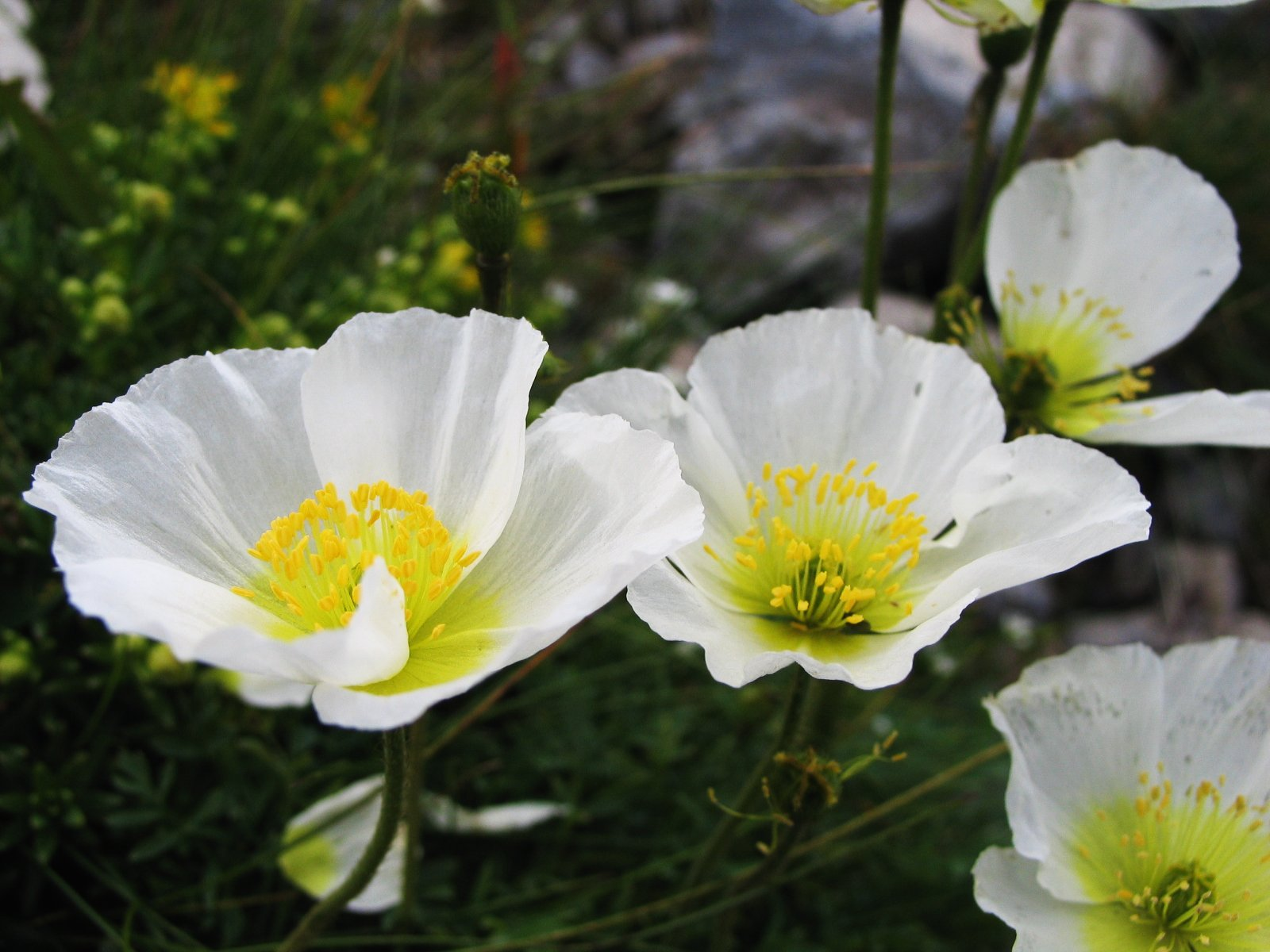
P. alpinum subsp. alpinum.
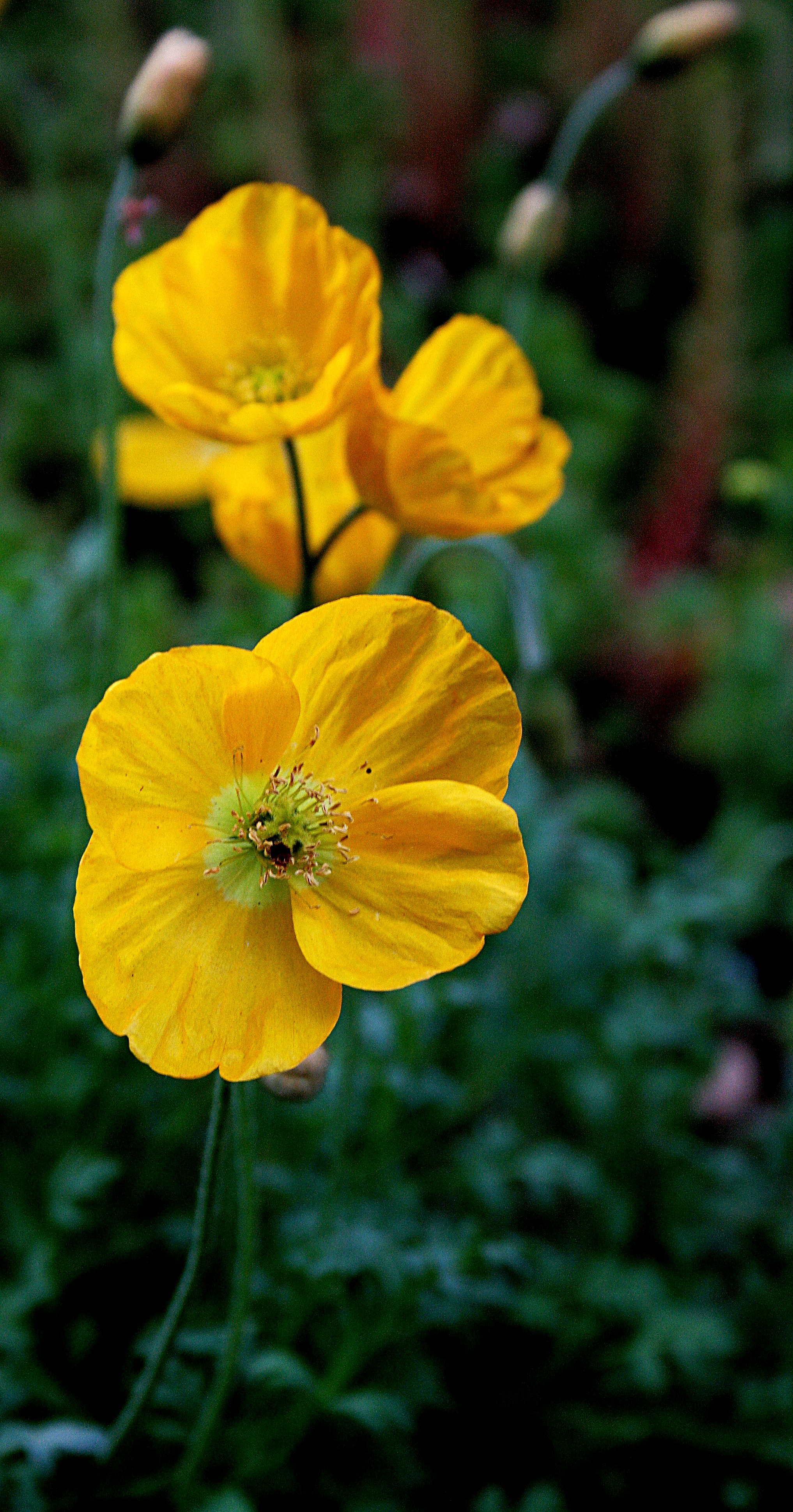
P. alpinum subsp. kerneri.
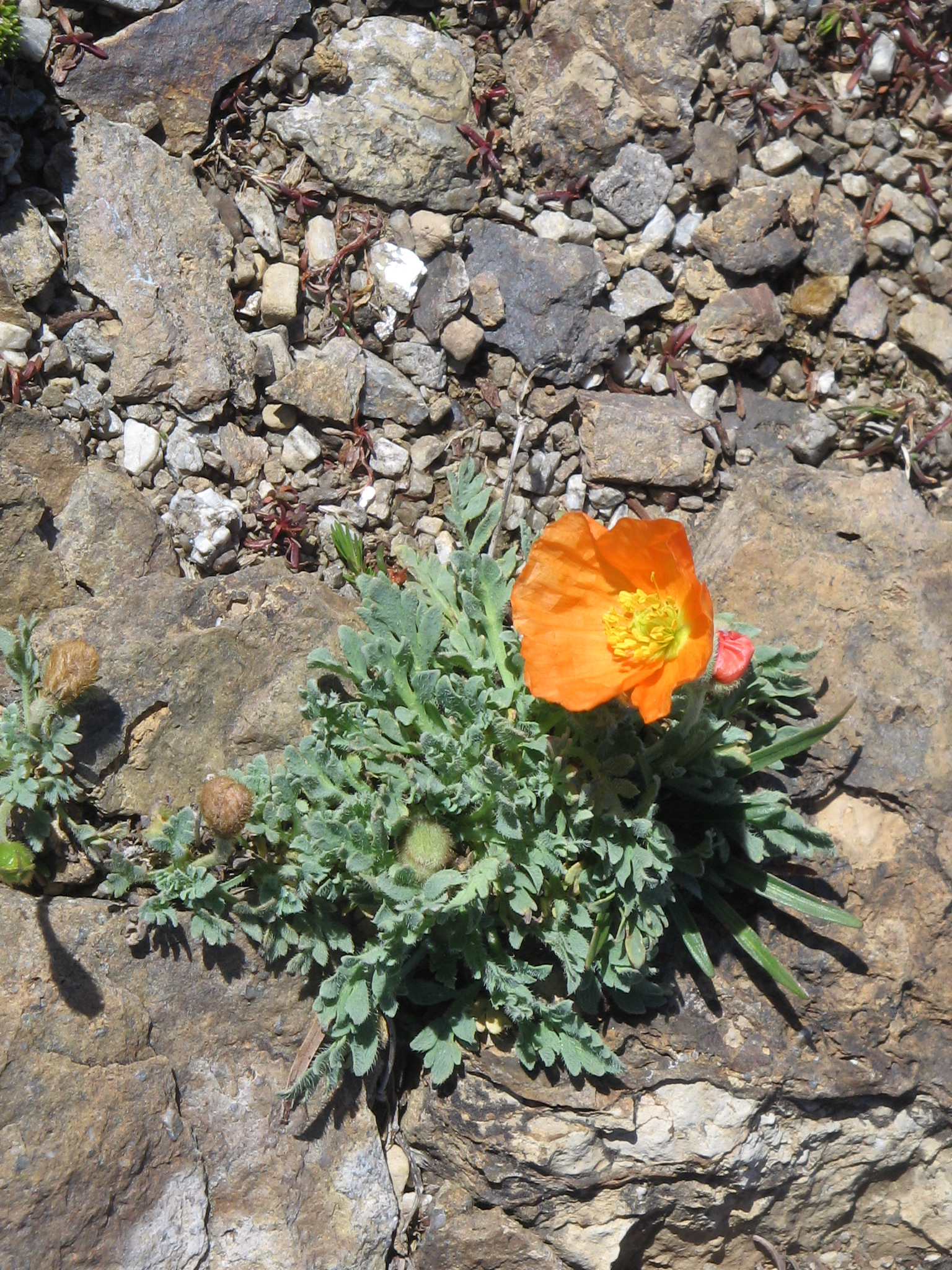
P. alpinum subsp. rhaeticum : exemplaire à fleur orangée.
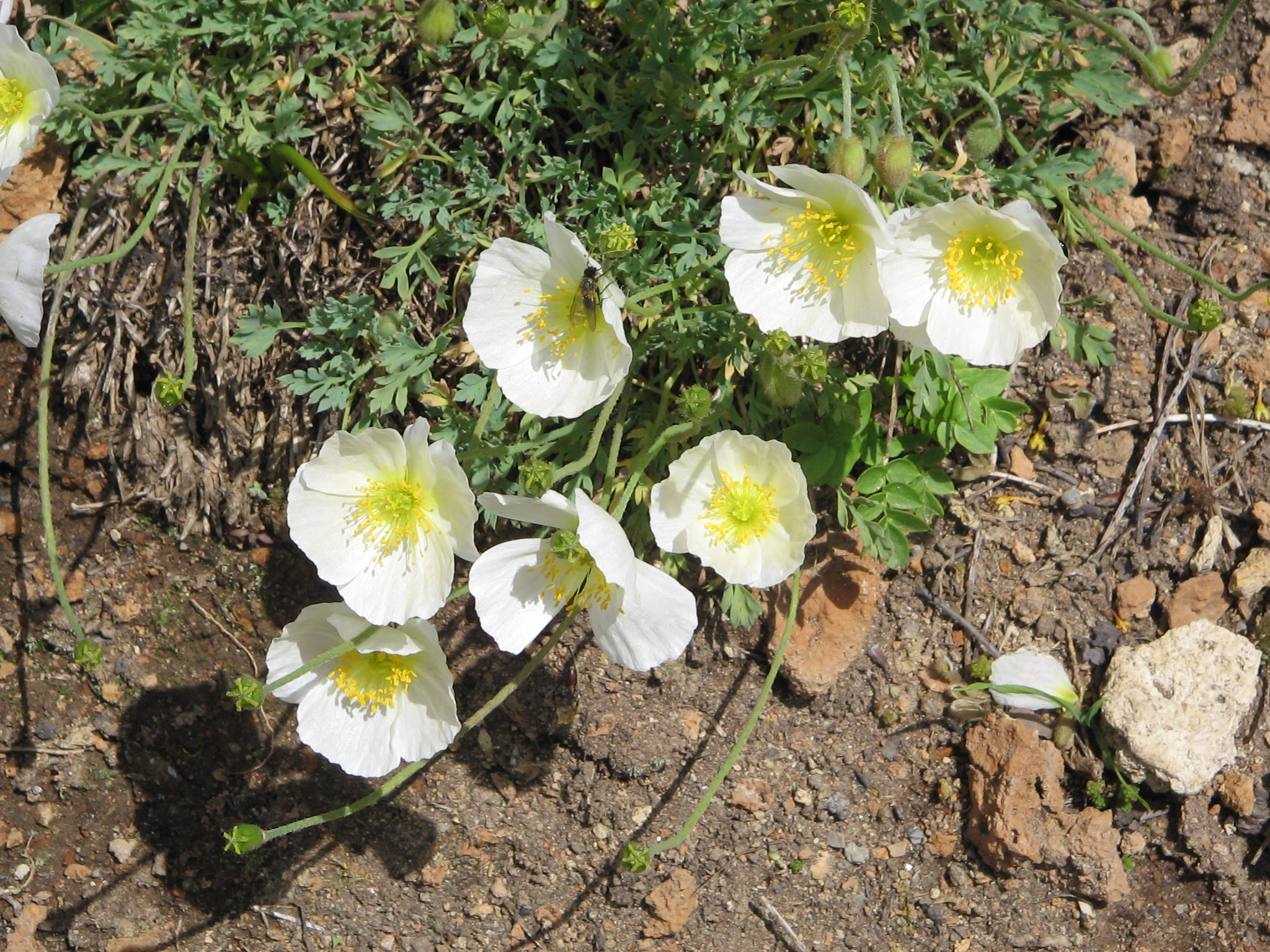
P. alpinum subsp. sendtneri.
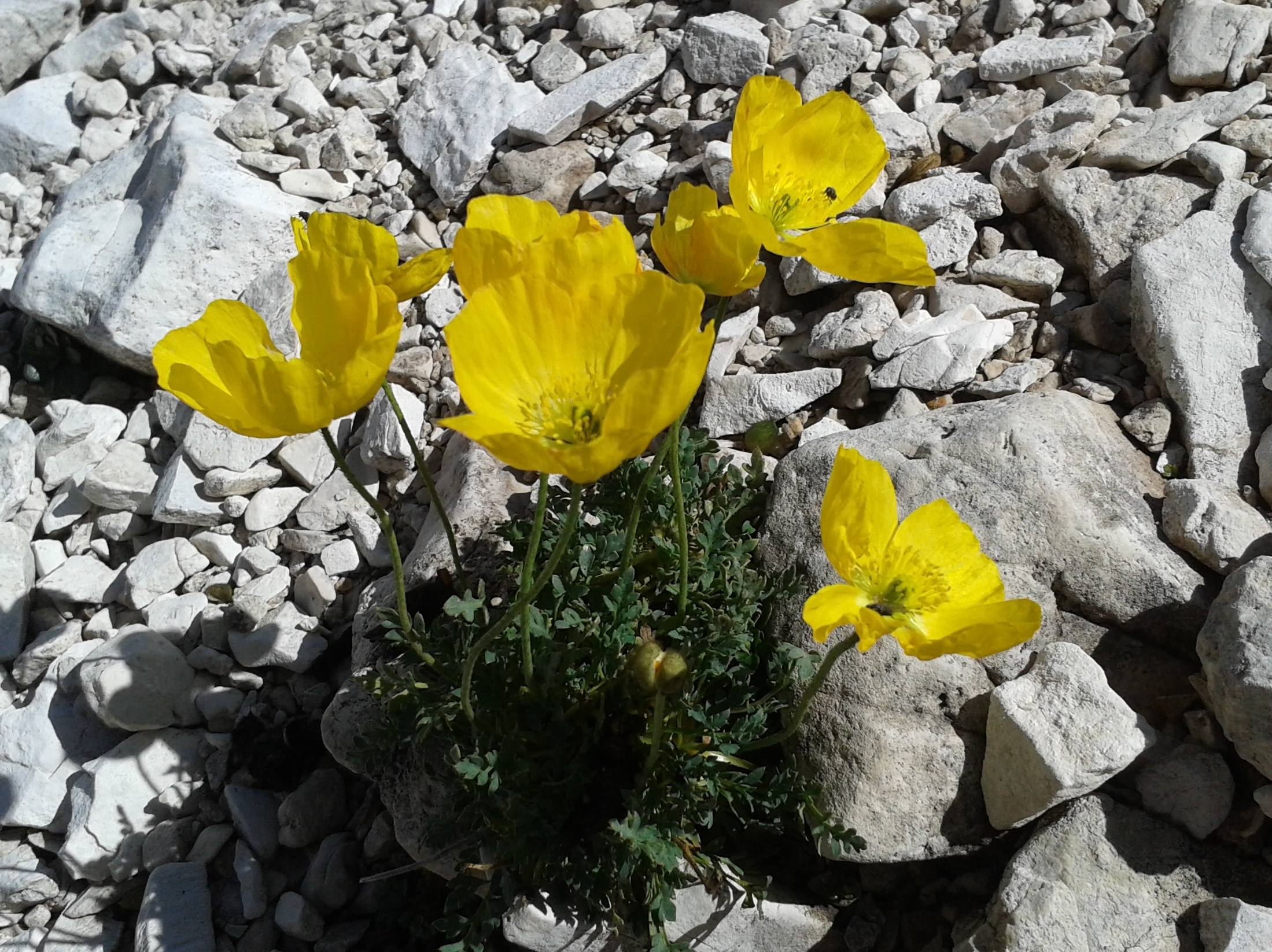
Tre Cime di Lavaredo, Italie (muséum de Toulouse).